# Martha Weber
Martha Weber (* 13. April 1904 in Wiesa, Erzgebirge; † 3. September 1998 in Lützschena; Pseudonym Martha Liebscher) war eine erzgebirgische Dichterin.

## Leben
Sie kam aus einfachen dörflichen Verhältnissen, lernte Schuhstepperin und arbeitet viele Jahre als Heimarbeiterin für die Posamentenindustrie. Erst mit über fünfzig Jahren (1955) gelangte sie an das Literaturinstitut „Johannes R. Becher“ in Leipzig, wo Louis Fürnberg auf sie aufmerksam wurde und erste Lyrikbände in Mundart und Hochdeutsch von ihr ermöglichte. Martha Weber lebte in Wiesa, später in Schönfeld. Von 1954 bis 1965 war sie dort Gemeindevertreterin. Sie war Mitglied des Deutschen Schriftstellerverbandes (später Schriftstellerverband der DDR). Ihre letzten Lebensjahre verbrachte sie in Lützschena bei Leipzig, wo sie starb und begraben wurde.
Ihr Nachlass befindet sich heute im Archiv der Akademie der Künste Berlin und in den Städtischen Museen Annaberg-Buchholz.

## Publikationen mit Gedichten Martha Webers
- Unnr Hamit. Mundartgedichte. Leipzig: Hofmeister 1939
- Die Eberesche: Gedichte. Berlin: Aufbau-Verlag 1960
- Wenn die Gerste reift: Erzählungen u. Gedichte. Berlin: VOB Union Verlag Berlin 1963
- Die Birke: Gedichte. Berlin; Weimar: Aufbau-Verlag 1972
- Am Weissdornhag: Gedichte. (Auswahl und Zusammenstellung Armin Zeißler) Berlin: Verlag Tribüne 1977
- Gedichte von Martha Weber. Kulturbund der DDR, 1989 (mit 6 originalen Farbradierungen von Ingrid Goltzsche-Schwarz; erschien anlässlich des 15. Berliner Graphikmarktes der Pirckheimer Gesellschaft)
- Aus dem Lebensbuch: Gedichte und Briefzeilen. (Auswahl und Zusammenstellung Wolfgang Behring) Annaberg: Verlag Erzgebirgs-Rundschau 1992, ISBN 3-929572-00-1
- Schöne Weihnacht: Gedichte. (Auswahl Wolfgang Behring) Annaberg: Verlag Erzgebirgs-Rundschau 1994, ISBN 3-929572-06-0
- Der Worte Sommerzauber riss mich fort: Gedichte. Husum: Verlag der Nation 2000, ISBN 3-373-00511-6